# Bamfurlong (Gloucestershire)
Bamfurlong – wieś w Anglii, w hrabstwie Gloucestershire. Leży 8 km na północny wschód od miasta Gloucester i 146 km na zachód od Londynu.